# Idioma nhanda
El Nhanda, también conocido como Nada, Nhanta o Nhandi, es una lengua aborigen del Mid West de Australia Occidental. Se habla entre la ciudad de Geraldton y el río Murchison; es decir, abarca unos 20 kilómetros desde la costa hacia al interior. Actualmente, existen pocos hablantes.
La base de datos AIATSIS Austlang dice: "Según [Juliette] Blevins (2001), se pueden identificar tres dialectos de Nhanda: Nhanda (el dialecto del norte), Watchandi W13 (el dialecto central) y Amangu W12 (el dialecto del sur). Nhanda, por tanto, designa a la lengua y al dialecto". No se tiene constancia de hablantes desde 1975, pero el Irra Wangga Language Centre (anteriormente Yamaji Language Centre) está trabajando en su regreso, originalmente dirigido por Blevins. El Nhanda no se debe confundir con el Nanakarti, que es una lengua distinta.
El Nhanda se considera una lengua miembro de la rama Kartu, de la familia Pama-ñungana.No obstante, el Nahnda posee características propias con respecto a idiomas cercanos, lo que ha provocado que algunos lingüistas dudaran de dicha clasificación  y consideren el Nhanda como una lengua aislada.
Una hipótesis propuesta por el historiador Rupert Gerritsen sugiere que puede ser posible que las características extraordinarias de esta lengua aborigen resulten del contacto indocumentado, durante la Edad Moderna, con el neerlandés, debido naufragios varados en Australia antes del asentimiento de los europeos. Juliette Blevins, una autoridad en el estudio del Nhanda, negó esta última hipótesis. No obstante, Gerritsen criticó el negado de sus vistos en un artículo siguiente, volviendo a proponer su evidencia de la influencia de neerlandés.

## Vocabulario
La palabra Nhanda para "hombre" o "ser humano" es arnmanu. Parece ser que, cuando Norman Tindale coleccionó información de Nhanda (o el dialecto relativo en Geraldton), se encontró esta palabra, que recordó como "Amangu" y creía que era el "nombre tribal" para el grupo. Blevins publicó una lista de palabras al término de su libro.

## Fonología
Nhanda se diferencia de sus lenguas vecinas en que posee una oclusiva glotal. Además, es característica la caída de las iniciales (esto es, ha perdido consonantes iniciales) y las consonantes oclusivas muestran un contraste de longitud.

### Vocales
|         | Anterior | Posterior |
| ------- | -------- | --------- |
| Cerrada | i iː     | u uː      |
| Abierta | a aː     | a aː      |

### Consonantes
|                     |                     | Periférica | Periférica | Laminar  | Laminar    | Apical | Apical | Glotal |
| Bilabial            | Velar               | Palatal    | Dental     | Alveolar | Retrofleja |        |        | Glotal |
| ------------------- | ------------------- | ---------- | ---------- | -------- | ---------- | ------ | ------ | ------ |
| Oclusiva            | Sin vocación        | p          | k          | c        | t̪ ⟨th⟩     | t      | ʈ ⟨rt⟩ | ʔ ⟨'⟩  |
| Oclusiva            | Con vocación        | b          | ɡ          | ɟ ⟨j⟩    | d̪ ⟨dh⟩     | d      | ɖ ⟨rd⟩ |        |
| Nasal               | Nasal               | m          | ŋ ⟨ng⟩     | ɲ ⟨ny⟩   | n̪ ⟨nh⟩     | n      | ɳ ⟨rn⟩ |        |
| Lateral             | Lateral             |            |            | ʎ ⟨ly⟩   | l̪ ⟨lh⟩     | l      | ɭ ⟨rl⟩ |        |
| Rótica              | Rótica              |            |            |          |            | r ⟨rr⟩ | ɻ ⟨r⟩  |        |
| Vocoide no silábico | Vocoide no silábico | w          | w          | j ⟨y⟩    | (j̪ ⟨yh⟩)   |        |        |        |